# Slobodan udarac (nogomet)
Slobodan udarac, u nogometu je dosuđena kazna zbog nekog prekršaja. Postoje izravni (direktni) i neizravni (indirektni) slobodan udarac.

## Izravni slobodni udarac
Izravni (ili direktni) slobodni udarac je dosuđena kazna u korist protivničke momčadi ako igrač učini prekršaj; udaranje ili pokušaj udaranja protivničkog igrača (rukom, nogom, glavom...), podmetanje ili pokušaj podmetanja noge protivničkom igraču, skok na protivničkog igrača, namjerno igranje rukom, držanje protivničkog igrača itd.
Udarac se izvodi s mjesta na kojemu je učinjen prekršaj. Prilikom izvođenja izravnog slobodnog udarca svi protivnički igrači od lopte moraju biti udaljeni najmanje 9,15 metara. Iz slobodnog udarca može se izravno postići pogodak, a ako igrač izvede slobodan udarac na svoju stranu i lopta prođe poprečnu crtu igrališta, bit će dosuđen udarac iz kuta. Lopta je u igri kada igrač koji izvađa slobodan udarac dotakne loptu. 

## Neizravni slobodni udarac
Neizravni (ili indirektni) slobodan udarac je prekršaj koji se dosuđuje kada vratar (po mišljenju suca) počini prekršaj; kontrolira loptu rukom dulje od 6 sekundi, ponovno dodirne loptu rukom nakon što ju je ispustio iz ruke,dodirne loptu rukom ako mu ju je nogom dodao suigrač itd.
Dosuđuje se još kada igrač, po mišljenju suca, igra "opasnom igrom".
Lopta kod izvođenja treba mirovati, a igrač koji izvađa slobodan udarac ne smije diratu loptu dvaput dok je netko ne dodirne ili lopta izađe izvan igre. Pogodak će se priznati ako netko, osim igrača koji izvodi slobodni udarac, dotakne loptu i ona otiđe iza gol-linije. Prilikom izvođenja udarca protivnički igrači, isto kao kod izravnog slobodnog udarca, moraju biti udaljeni od lopte najmanje 9,15 metara. Lopta je u igri čim je dodirne igrač koji izvodi slobodan udarac.

## Vanjske poveznice
- Nogometni leksikon